# ギャロップレーサー
『ギャロップレーサー』（Gallop Racer）は、テクモ（現・コーエーテクモゲームス）が製作・販売した競馬ゲームおよびシリーズの名称。業界初の3Dジョッキーレースゲームである。略称は英単語の頭文字をとってGR。
プレイヤーは騎手となり競走馬（『8』では5000頭以上）に騎乗し勝ち抜いていき、用意されたさまざまなイベントをこなしていくのが基本である。条件を満たすと外国の馬や過去の名馬に騎乗できるようになったり、外国のレースに騎乗できるようになる。
初期の作品ではたとえ馬群から10馬身以上離されていても能力の高い馬であれば追い込んで勝つことができるほどのゲームバランスであったが、シリーズを重ねるごとに現実の競馬に近づいていき実際に騎乗しているような感覚で楽しめるような仕上がりになっている。『6』以降は特にその傾向が顕著である。
2014年時点でシリーズの累計本数は130万本を超える。

## 過去の作品

### アーケード版でのタイトル
3作品がリリースされた。いずれも数頭の中から騎乗馬を選択し、各馬ごとに設定された路線のレースを勝ち抜きドリームカップ制覇を目指す内容。2着以下入線もしくはドリームカップ制覇でゲームオーバー。路線は実際の競走馬が辿った物におおむね忠実であるが天皇賞・秋を勝ったサイレンススズカがジャパンカップに出走、マルゼンスキーが中央競馬クラシック三冠に挑戦といった架空の路線もある。
ギャロップレーサー（1996年9月発売）
PlayStation（以下PS）版とほぼ同時期にリリース。プレイヤーが騎乗できる馬は10頭。
ギャロップレーサー2 -ONE AND ONLY ROAD TO VICTORY-（1997年9月発売）
ジョッキーの外見を選択できるようになり、「シーズンモード」が追加され継続プレイ要素が増した。本作は実在の競走馬の名称使用について係争中であったため、一部の実在馬の名称が架空のものに変更されている。
ギャロップレーサー3 -ONE AND ONLY ROAD TO VICTORY-（1999年4月発売）
PS版からの逆移植。「シーズンモード」が廃止され、架空のものに差し替えられていた実在馬の名称が実在のものに戻った。

### PlayStationでの発売タイトル
ギャロップレーサー（1996年9月27日発売、6090円（税込））
記念すべきシリーズ初作品。シャドーロールやメンコなどを忠実に再現し勝負服も豊富なパターンバリエーションを取り揃え、オリジナルの勝負服を作り出すことが可能。脚質パターンが10パターンと細分化されており、先行や差しでは位置取りが難しい。ドバイワールドカップや凱旋門賞などの海外大レースも収録しており、ヒット作となった。
ギャロップレーサー2（1997年11月20日発売）
シリーズ2作目。今作から対戦機能が追加され、友達同士でも楽しめるようになった。ゲームバランスが見直され、前作で10パターンあった脚質が今作では「逃げ・先行・差し・追い込み」の4パターンになった。またFH（フリーハンデ）で馬の強さを量るシステムが導入された。競走馬データは1997年度仕様に更新されエアグルーヴやバブルガムフェロー、サイレンススズカなども使えるようになった。
ギャロップレーサー3（1999年3月18日発売）
シリーズ3作目。今作から「オリジナルホースシステム」が導入され、「自分の馬を作る」ことができるようになった。また、「コンディションシステム」も導入され、より現実的な世界観になった。FHは馬ごとに上限値が設けられた。さらにPocketStationとの連動でオリジナルホースの交換をしたり、オプションから馬名エディットもできる。競走馬データは1999年度仕様に更新され、スペシャルウィークらが使えるようになった。
ギャロップレーサー2000（2000年2月17日発売）
シリーズ4作目でありPS版の集大成。今作から「騎乗依頼システム」が導入された。ナビゲーターに「川崎弥生」（かわさき やよい）が登場した。「オリジナルホースシステム」はさらに洗練され、ホースタイトルやアビリティの既成概念が仔の能力に大きく起因するようになる。競走馬データは2000年度仕様に更新され、テイエムオペラオーやアドマイヤベガらが使用可能になった。

### PlayStation 2での発売タイトル
下記すべてのソフトがプログレッシブ出力には対応していない。
GALLOP RACER FIVE（2001年3月29日発売、7140円（税込））
PlayStation 2（以下PS2）版初作品でシリーズ5作目。ハードの性能を引き出し、より滑らかにより鮮やかなグラフィックに進化を果たした。実際の競馬により近い演出になったのが特徴で、18頭フルゲートを再現、「荒れ馬場」の概念を導入、きわどい着差で決着した際には写真判定映像が表示されるようになった。ナビゲーターは引き続き川崎弥生が担当。発売当初はiモードやネットワークとリンクすることが可能で、最新の競走馬データをダウンロードすることが可能であった。競走馬データは2001年度仕様に更新され、メイショウドトウやエアシャカールらが使用可能になった。
Gallop Racer6 -Revolution-（2002年12月12日発売、7140円（税込））
シリーズ6作目。前作までの「お手馬」優先から「騎乗依頼」優先にゲームバランスが変更された。今作からレース中にさまざまなアビリティ（後述）を発動させることができ、レースの展開を有利にも不利にも働かせることができる。また、ムチケージやレボリューションのシステムも導入された（後述）。ナビゲーター以外のキャラクターが大量に追加され、ジョッキーと調教師とのやりとりも個性豊か。競走馬データは2002年度仕様に更新され、ノーリーズンやファインモーション、シンボリクリスエスらが使用可能になった。
ギャロップレーサー ラッキー7（2004年2月19日発売、7140円（税込））
シリーズ7作目。レボリューションとアビリティの併用が可能になった。また、今作から「スタミナゲージ」が「手応えゲージ」にリニューアルされており、道中でためた手応えがそのままラストスパートの伸びや粘りに直結するようになった。競走馬データは2004年度仕様に更新され、ネオユニヴァースやゼンノロブロイなどに騎乗できるようになり、ネットワークシステムを利用してハルウララをダウンロードすることができた。
ギャロップレーサー8 ライヴホースレーシング（2005年12月15日発売、7140円（税込））
シリーズ8作目。プレイガイドに「中山優」（なかやま ゆう）を迎え、『5』のようなゲームスタイルにほぼ戻った。シリーズ初の実況システムを搭載し、辻よしなり氏の実況がゲームを盛り上げる。また、シミュレーションモードが搭載され、ニューホースの作成やレース予想を行えるようになった。競走馬データは2005年度仕様に更新され、ディープインパクトやダンスインザムード、スイープトウショウらが使用可能になった。
Gallop Racer Inbreed（2006年11月2日発売、5040円（税込））
ギャロップレーサー生誕10周年を記念して発売された特別パッケージ。『7』と『8』の2作品が1本に収録されているが、競走馬データは2006年度仕様に更新されており、メイショウサムソンやキストゥヘヴンなどが使用可能になった。『7』は「週刊GALLOP」の表記が削除されている。基本的には競走馬のデータが更新されたのが大きな変更点で、ゲームバランスに関しては変更はない。なお、『7』・『8』ともに旧作のセーブデータの引き継ぎはできない。

### Microsoft Windows XPでのタイトル
Gallop Racer ONLINE
- 第1次クローズドβテスト 2006年12月23日 - 18時から23時の5時間限りの実施。
- 第2次クローズドβテスト 2007年1月27日 - 15時から23時の8時間限りの実施、第1次クローズドβテストの参加者のみ参加可能だった。
- 第3次クローズドβテスト 2007年2月9日 - 12日 - 4日間とも15時から23時までの実施。
- 第1次オープンβテスト 2007年4月6日 - 24日
- 第2次オープンβテスト 2007年5月22日 - 28日
- 第3次オープンβテスト 2007年7月3日 - 4日、8月10日 - 23日 - ネットワークトラブルによる中断があった。
- 正式サービス 2007年8月28日 - 2009年3月31日

基本プレイ料金無料のアイテム課金制のオンラインゲーム。運営はLievo。動作対象はWindows XPのみだが、Windows Vistaでの動作報告がある。
βテスト時からマイナートラブルが頻発し、その都度の修正が加えられたが、最後まで修正のできなかったものがあった。また、何度も期間を分断してのテストと修正が行われたが、テストを重ねるたびにユーザー数が減少する結果となった。
マイナートラブルの例
- インストール時にCドライブに数ギガバイトの一時ファイルが作成された。（Cドライブ以外を指定できなかったため、ノートPCのユーザーには空き容量不足によりインストールできない者が多くいた。）
- アンインストールすると、ゲームをインストールしたフォルダ内にあるファイルがゲームには関係ないファイルを含めてすべて削除された。（たとえばDドライブ直下にインストールしていれば、アンインストール時にDドライブのフォルダやファイルのすべてが削除された。）
- 一部の環境下ではID入力欄やパスワード入力欄に白い矩形型のマスクが現れ、入力した文字が判別できなかった。
- 意図的に瞬間的な回線切断を行い、レース中に急加速する不正行為（チート）をする者が頻発した。

### PS3、Xbox 360、Wiiでのタイトル
チャンピオンジョッキー ギャロップレーサー＆ジーワンジョッキー（2011年9月22日）
コーエーテクモゲームスとして初のタイトル。統合前の両メーカーの競合作品であった、テクモの『ギャロップレーサー』シリーズとコーエーの『G1 JOCKEY』シリーズの世界観とシステムを融合させた作品。

### android、iOSでのタイトル
Gallop Racer
Android OS 4.0以降/iOS 5.0以降、基本プレイ無料・アイテム課金
Android版は2013年12月18日配信開始、iOS版は2014年2月28日配信開始
2015年7月9日14時をもってサービス終了。

## 備考
- 『2』から『5』までは一部の実在馬については別の名前が用いられていた。例えば、
トウカイテイオー → プリンスオブターフ
ホクトベガ → キタノアルタイル
オグリキャップ → ナルビークラウン
セイウンスカイ → クラウドブルー
ビワハヤヒデ → シガシャルード
ウイニングチケット → ビクトリーテイカー
ライスシャワー → ライフステイヤー
ライブリマウント → リビングヒルズ
などがある。また、『5』では「サクラ」の冠名がつく馬に関しては「ハルノ」という仮名が与えられた（サクラバクシンオー → ハルノボンバー、サクラローレル → ハルノレインボー など）。
- 『3』以外にはサウンドモードがある（オプション内にて）。また、『1』と『2』は音楽CDとしてすべてのBGMを再生することができる。
- 『6』ではレボリューションの有無をオプションにて設定することができる。
- GRインブリード版の『7』では、パドックでのかしわ記念の文字が4文字までしか表示されないことがある。

## アビリティとレボリューション
『6』から新たに導入されたシステムで、その馬の特徴や個性を表現したものがアビリティで馬の能力の限界を超えることができるのがレボリューションである。
アビリティにはレースのなかで発動することができる発動系アビリティと、特定のレースに出るだけで効果を発揮できる装備系アビリティの2種類がある。基本的にはプラス系のアビリティは積極的に発動させマイナス系のアビリティは発動させないような騎乗が求められる。ただし、プラス系のアビリティを発動させれば必ず有利になるというわけではなく、例えば逃げ馬を無理にかわして「4角先頭」を発動させても騎乗馬の基本的な能力が十分でない場合、ゴール手前で力尽きて負けることもある。
これに対し、馬の潜在能力を限界まで引き出す騎乗ができたときに発動するのがレボリューションである。基本的にはスタートは完璧に（差し馬や追い込み馬は少し出遅れる程度に）、道中はベストスピード（『6』は青色のゾーン、『7』は青棒と赤棒の境目、『8』はコンディションメーターを常に青色に）を保ち抜群の位置取りを見せ、かつ仕掛けも的確なポイントで行えば派手なエフェクトとともに通常では不可能だったスピードの領域に突入しムチも打ち放題になる。『6』での初登場時は2000メートル以上の競走での発動は難しく完全な短距離・マイル戦専用のシステムと思われていたが、『7』になるとすべての距離で発動がさせやすくなりアビリティとの併用でスピードを何割増しにもすることができるようになった。
また、『7』からはラッキーレボリューションの概念も追加された。これは『7』であれば「7」以外の絵柄を、『8』であれば「∞」ではなく「cxx」「xxx」「xx⊃」のいずれかをそろえれば発動する。本家のレボリューションほどの絶大な効果もなくムチも叩き放題になるわけではないが、風を切るようにして走りスピードも若干ながらアップする。

## オリジナルホース（マイホース）
『3』から自分の操作している馬を引退させた際に繁殖入りをさせられるようになり、牡馬・牝馬各1頭あれば自分だけのオリジナルホースを作ることができる。作られた馬の能力は、親馬そのものの能力と戦績が加味されて決定される。
当初、このシステムは既存の競馬ゲームで生産の際に考慮する「血統」の概念を必要とせず単純に馬同士の能力を組み合わせる「合体」に近いものであった。また『3』では生産される馬の能力にかなりのばらつきがあったが、『2000』からはその振れ幅は少なくなっている。
オリジナルホースの生産の基礎は『2000』で完成を迎えたが『6』以降は血統の概念が導入されて、自分なりの最強馬を生産するのは一層困難になっている。
なお、『8』から名称が「マイホース」に変更された。